# Holy Holy (David Bowie)
Holy Holy is een nummer van de Britse muzikant David Bowie, uitgebracht als single in 1971. Het nummer werd opgenomen in november 1970 na de voltooiing van het album The Man Who Sold the World in de absentie van een single van het album. Net als Bowie's twee voorgaande singles kwam het niet in de hitlijsten terecht.
Destijds was Marc Bolans band T. Rex een grote inspiratiebron van Bowie. Op de B-kant staat het nummer "Black Country Rock", eveneens een door T. Rex geïnspireerd lied. Bowie zong "Holy Holy" op de tv-zender Britain's Granada Television in een jurk, die hij later ook zou dragen op de albumcover van The Man Who Sold the World.
Een meer energieke versie van het nummer werd in 1971 opgenomen voor het album The Rise and Fall of Ziggy Stardust and the Spiders from Mars. Het verscheen niet op het album, maar stond later wel op de B-kant van de single "Diamond Dogs" uit 1974. Deze versie stond ook als bonustrack op de heruitgave van The Man Who Sold the World uit 1990 alsmede op de heruitgave ter gelegenheid van de dertigste verjaardag van The Rise and Fall of Ziggy Stardust and the Spiders from Mars in 2002. Bowie sloeg zelf het aanbod af om in plaats hiervan de originele versie op het album te zetten, en de singleversie bleef tot 2015 de enige officiële release van deze versie totdat het nummer op de cd Re:Call 1 stond, onderdeel van de box set Five Years (1969-1973).

## Tracklijst
- Beide nummers geschreven door David Bowie.

1. "Holy Holy" - 3:13
2. "Black Country Rock" - 3:05

## Muzikanten
- David Bowie: zang, gitaar
- Mick Ronson: gitaar
- Herbie Flowers: basgitaar op "Holy Holy"
- Barry Morgan: drums op "Holy Holy"
- Tony Visconti: basgitaar op "Black Country Rock"
- Mick "Woody" Woodmansey: drums op "Black Country Rock"